# Ngựa hạng nặng máu nóng

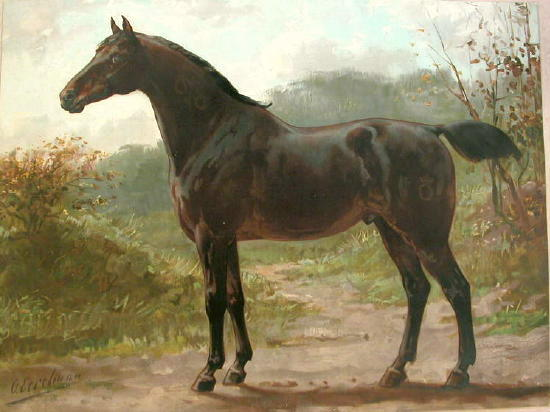
Tranh vẽ về một con ngựa cổ xưa thuộc nhóm ngựa hạng nặng máu nóng

Ngựa máu nóng hạng nặng (tiếng Đức: Schwere Warmblüter) là một nhóm giống ngựa có nguồn gốc chủ yếu từ châu Âu lục địa, trong đó nhóm này bao gồm các giống ngựa Ostfriesen và ngựa Alt-Oldenburger ("Oldenburger cổ xưa"), ngựa Groningen, và những con ngựa tương tự từ Silesia, Saxony-Thuringia và Bavaria. Các giống ngựa như Nonius Hungary, Kladruber, và Cleveland Bay cũng thường được xếp vào loại này. Đây là những con ngựa hạng nặng (trọng kỵ/trọng mã). Thông thường chúng là những giống ngựa cày kéo, ngựa kéo, ngựa thồ được sử dụng ở châu Âu nơi mà nhiều vùng người ta dùng ngựa để cày thay cho trâu bò. Chúng là tổ tiên của các loại ngựa máu nóng hiện đại, và thường được nuôi dưỡng dưới sự bảo trợ của các nhóm bảo tồn. Không giống như các cơ quan đăng ký của những con ngựa thể thao, nhiều cơ quan đăng ký ngựa kéo máu nóng vẫn duy trì việc kết sổ hoặc chốt sổ một phần. Tuy nhiên, đánh giá bên ngoài và thử nghiệm hiệu suất của các đàn giống vẫn là một yếu tố quan trọng trong các cơ quan đăng ký này. Những con ngựa thuộc nhóm ngựa này được ví von là "di vật của quá khứ" bởi những đặc điểm cổ xưa của chúng. Hiệp hội về những giống ngựa này được ra đời vào năm 1988.